# سولوویوفکا (باشقیرستان)
سولوویوفکا (انگلیسی: Solovyovka) یک شهرک در شهرستان استرلیتاماکسکی استان باشقیرستان کشور روسیه است.